# Leonard Solecki
Leonard Solecki (ur. 4 stycznia 1842 w Chlebowicach Wielkich, Rzeszowskie, zm. 28 czerwca 1915) – duchowny katolicki, wydawca, działacz ruchu muzycznego w Galicji.
Szkołę elementarną ukończył we Lwowie; w latach 1855–1862 kontynuował tam naukę w seminarium duchownym. W 1863 przystąpił do powstania styczniowego; 2 lipca wziął udział w bitwie pod Radziwiłłowem. Od 1864 kontynuował naukę w seminarium we Lwowie. W 1867 przyjął święcenia kapłańskie; przez pół roku był wikarym w Kozowej. Od 1868 do 1874 był wikarym w Kąkolnikach.
W latach 1874–1883 był wikarym w katedrze we Lwowie. Podczas wikariatu, razem z Jadwigą z Zamoyskich Sapieżyną założył dom pracy dla ubogich, współpracował z Towarzystwem św. Wincentego a Paulo, był kierownikiem udzielającego bezpłatnych pogrzebów ubogim Towarzystwa św. Józefa z Arymatei oraz działał w Stowarzyszeniu Katolickim Młodzieży Rękodzielniczej „Skała”. Kilkukrotnie wyjeżdżał do Monachium i Mediolanu żeby studiować muzykę kościelną. W tym okresie wydawał też własnym nakładem broszury religijne, modlitewniki, rozmyślania i podręczniki liturgiczne; pełnił funkcję kantora i uczył śpiewu gregoriańskiego w seminarium. Opracował kilka książek poświęconych teorii muzyki, śpiewowi i muzyce organowej. W kwietniu 1881 rozpoczął wydawanie dwumiesięcznika „Muzyka kościelna” z felietonami dotyczącymi muzyki liturgicznej i opracowaniami dla organistów. W tym samym roku współpracował przy utworzeniu i został wiceprezesem Towarzystwa Wzajemnej Pomocy Organistów. W 1883 założył Galicyjskie Towarzystwo św. Cecylii.
W kwietniu 1883 objął na krótko probostwo w Milczycach, a w 1887 w Brzeżanach, gdzie pozostał do końca życia. W 1888 założył Towarzystwo św. Cecylii, był współzałożycielem ochronki. Ze swojego beneficjum plebańskiego wybudował murowany kościół w Milczycach, i miał udział w budowie innych kościołów (m.in. w Kotowie, Kuropatnikach, Mieczyszczowie, Hinowicach, Baranówce) i kaplic (pod Brzeżanami, w Szybalinie, Kozłowie i Dryszczowie). W brzeżańskim kościele parafialnym sfinansował stalle i ławkę kollatorską w gotyckim stylu, balasy i posadzkę z płyt mozaikowych.
Zmarł na cholerę 28 czerwca 1915. Pochowany w Brzeżanach.

## Publikacje
- 1875 Szopka czyli Przedstawienie jasełki w śpiewach i obrazach scenicznych zestawione ze znanych kolend
- 1876 Wykład Litanii Loretańskiej : w 31 rozmyślaniach z przykładami na każdy dzień miesiąca maja z dodatkiem Nabożeństwa do Najświętszej Maryi Panny
- 1876 Śpiewy kościelne : na 4 mięszane głosy tj. sopran, alt, tenor, bas
- 1876 Zbiór 100 pieśni kościelnych dla użytku młodzieży szkolnej : z dodatkiem litanij, ministrantury i gorzkich żalów
- 1880 Żywy różaniec Maryi
- 1880 Muzyka kościelna parafialna : zawierająca preludya we wszystkich tonacyach
- 1882 Directorium chori : czyli uporządkowane zebranie antyfon, psalmów, hymnów, wierszy i responsoryów : [...] oddane w nutach do śpiewu i grania na organach
- 1882 Psałterz Dawidowy w języku łacińskim i polskim / z koment. Menochiusza i Wujka
- 1883 Parę słow o muzyce kościelnej mianowicie o chorale, spiewie figuralnym i muzyce instrumentalnej z dodatkiem przepisów liturgicznych dotyczących muzyki kościelnej
- 1890 Muzyka organowa : zbiór preludyi celniejszych autorów we wszystkich tonacyach stopniowo ułożonych z dodaniem psalmów Gomółki i Szamotulskiego
- 1909 Jasełka : (szopka) : oratoryum ludowe w pięciu oddziałach